# استان لا مار
استان لا مار (به اسپانیایی: Provincia de La Mar) یک استان در پرو است که در منطقه آیاکوچو واقع شده‌است. استان لا مار ۴٬۳۹۲٫۱۵ کیلومتر مربع مساحت و ۸۲٬۴۷۳ نفر جمعیت دارد و ۲٬۶۶۱ متر بالاتر از سطح دریا واقع شده‌است.